# Luca Turilli
Luca Turilli (Trieszt, 1972. március 5. –) olasz gitáros-zeneszerző. A Rhapsody of Fire szimfonikus metál együttes egyik alapítója, de három szólóalbuma is megjelent. Ő alapította Dominique Leurquinnel a Luca Turilli's Dreamquestet is, amely 2006-án nyarán Horizons címmel jelentetett meg albumot.
Összes együttese és projektzenekara minden albumának legtöbb, ha nem összes zenéjét és szövegét ő írta, és általában ő játssza a gitáralapot is. Néhány albumon billentyűzik is (a Dreamquestben pedig kizárólag ezen a hangszeren játszik).

## Pályafutása
Apja hatására először a komolyzene felé fordult, megtanult zongorázni és gitározni is. 1993-ban megalapította a később Rhapsodynak, majd jogi okokból Rhapsody of Fire-nek átkeresztelt Thundercrosst. 2011-től új zenekart a Rhapsody Of Fireből kivált kollégáival (Patrice Guers, Dominique Leurquin) Luca Turilli's Rhapsody néven, később Alex Holzwarth, majd egy Rhapsody "búcsúturné" erejéig Fabio Lione is csatlakozott hozzájuk. A nagy sikerre való tekintettel a formáció Turilli/Lione Rhapsody néven folytatja, és új albumot adott ki 2019-ben.

## Albumok

### Kings Of The Nordic Twilight (1999)
- To Magic Horizons
- Black Dragon
- Legend Of Steel
- Lord Of The Winter Snow
- Princess Aurora
- The Ancient Forest Of Elves
- Throne Of Ice
- Where Heroes Lie
- Warrior's Pride
- Kings Of The Nordic Twilight
- Dall'Opera Islandese: Rannveig Sif Sigurdardottir

### The Ancient Forest of Elves (1999 MCD)
- The Ancient Forest Of Elves
- Warrior's Pride
- Knight Of Immortal Fire

### Demonheart (2002)
- Demonheart
- Prophet Of The Last Eclipse
- Rondeau In C Minor
- Black Realms' Majesty
- King Of The Nordic Twilight
- I'm Alive

### Prophet Of The Last Eclipse (2002)
- Aenigma
- War Of The Universe
- Rider Of The Astral Fire
- Zaephyr Skies' Theme
- The Age Of Mystic Ice
- Prince Of The Starlight
- Timeless Oceans
- Demonheart
- New Century's Tarantella
- Prophet Of The Last Eclipse
- Dark Comet's Reign
- Demonheart

### The Infinite Wonders Of Creation (2006)
- Secrets Of Forgotten Ages
- Mother Nature
- Angels Of The Winter Dawn
- Altitudes
- The Miracle Of Life
- Silver Moon
- Cosmic Revelation
- Pyramids And Stargates
- Mystic And Divine
- The Infinite Wonders Of Creation
- Altitudes Pianoversion

## Külső hivatkozások
- hivatalos honlap
- dalszövegek
- Rhapsody Of Fire.lap.hu – linkgyűjtemény